# Críticas aos fariseus

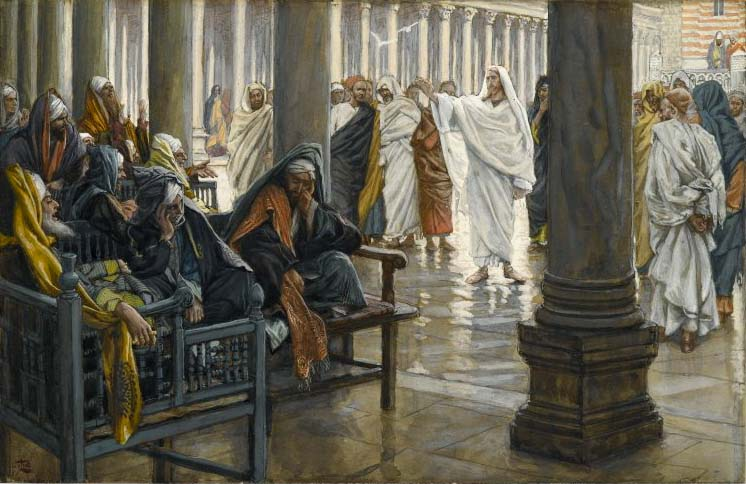
Ai de vós, escribas e fariseus hipócritas!
1886-94. Por James Tissot, atualmente no Brooklyn Museum, em Nova Iorque.

As críticas aos fariseus são críticas feitas por Jesus contra os escribas, fariseus e doutores da Lei que aparecem em Lucas 11:37–54, Lucas 20:45–47 e em Mateus 23:1–39. Em Marcos 12:35–40 aparecem críticas sobre os escribas.
Sete críticas estão listadas no Evangelho de Mateus e, por isso, a versão dele é conhecida como as sete críticas, enquanto que apenas seis aparecem no Evangelho de Lucas, conhecidas como as seis críticas. Elas não aparecem no mesmo ponto da narrativa, sendo que em Mateus elas ocorrem logo depois da volta para Jerusalém para os últimos dias antes da crucificação. Já em Lucas, elas aparecem logo depois que o Pai Nosso foi ensinado e os discípulos são enviados pela primeira vez. Como o evento ocorre em Lucas e Mateus, mas não no Evangelho de Marcos, e em diferentes pontos da narrativa, acredita-se que é provável que seja um trecho derivado da fonte anterior aos evangelhos conhecida como fonte Q.
As críticas tratam principalmente da hipocrisia e do perjúrio. Antes de relatá-las propriamente, Mateus afirma que Jesus já os havia criticado por tomar o lugar de honra nos banquetes, por vestir roupas ostensivas e por encorajar o povo a chamá-los de rabi (professor da Torá).

## Contexto histórico
Muitas passagens do Novo Testamento criticam os fariseus. Durante a vida de Jesus e na época da sua execução, os fariseus eram apenas um dos diversos grupos de judeus, juntamente com os saduceus, os zelotes e os essênios. Argumentos por Jesus e seus discípulos contra os fariseus e o que eles viam como hipocrisia eram provavelmente exemplos de controvérsias entre os judeus e internas ao judaísmo, algo que era comum na época. O pastor luterano John Stendahl afirmou que "o cristianismo começou como uma espécie de judaísmo e devemos reconhecer que palavras ditas num conflito familiar não devem ser ditas propriamente fora da família".
Após a destruição do Templo de Jerusalém, em 70 d.C., os fariseus emergiram como a principal forma de judaísmo (também chamado de "judaísmo rabínico"). 
Alguns estudiosos já sugeriram que a palavra grega Ioudaioi pode ser traduzida como "judeanos", significando em alguns casos especificamente os habitantes da Judeia e não os israelitas da Galileia ou da Samaria.

## As críticas

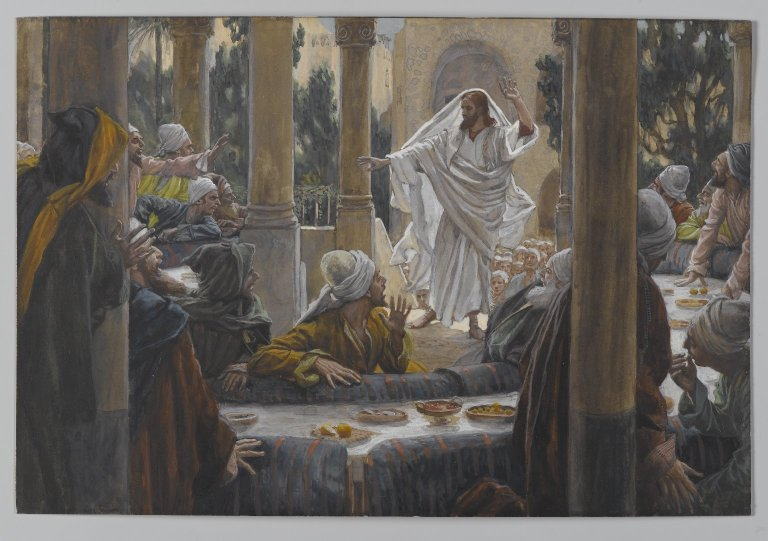
Amaldiçoando os fariseus.
1886-94. Por James Tissot, atualmente no Brooklyn Museum, em Nova Iorque.

As críticas em si são todas contra a hipocrisia:
1. Hipocrisia: eles ensinam sobre Deus, mas não O amam - eles não entraram no Reino de Deus e também não deixam que outros entrem (Mateus 23:13–14).
2. Hipocrisia: eles pregam sobre Deus, mas converteram pessoas para uma religião morta, fazendo assim dos prosélitos duas vezes mais filhos do geena (inferno) do que eles próprios (Mateus 23:15).
3. Hipocrisia: eles ensinaram que um juramento feito no templo ou no altar não tem efeito, mas se jurado sobre a ornamentação de ouro do templo ou sobre um sacrifício ofertado no altar, tem efeito. O ouro e as oferendas, porém, não são sagradas como o templo e o altar são, mas derivam apenas uma medida menor do sagrado por estarem conectadas a eles. Os doutores e fariseus adoravam no templo e ofertavam sacrifícios no altar por que eles sabiam que o templo e o altar eram sagrados. Como eles poderiam então negar o efeito dos juramentos do que era verdadeiramente sagrado e reconhecer este mesmo efeito em objetos triviais, cuja santidade é derivada? (Mateus 23:16–22).
4. Hipocrisia: eles ensinavam a Lei, mas não praticavam algumas das mais importantes partes dela - justiça, misericórdia, fé em Deus. Eles obedeciam às minúcias da Lei - como a forma de tratar os temperos - mas não o significado principal da Lei (Mateus 23:23–24).
5. Hipocrisia: eles se apresentavam como "puros" (auto-contidos, não envolvidos com assuntos carnais), mas estavam impuros por dentro: abundava neles os desejos terrenos e carnalidade. Eles estavam cheios de "rapina e de intemperança" (Mateus 23:25–26).
6. Hipocrisia: eles se mostravam como justos por serem escrupulosos seguidores da Lei, mas na verdade não eram justos: a máscara de justiça escondia um mundo secreto de pensamentos e atos indignos. Eram " semelhantes aos sepulcros caiados [branqueados com cal], que por fora parecem realmente vistosos, mas por dentro estão cheios de ossos de mortos e de toda a imundícia" (Mateus 23:27–28).
7. Hipocrisia: eles professavam um grande respeito pelos profetas já mortos do passado e alegavam que jamais os teriam perseguido e matado, quando na verdade eles são farinha do mesmo saco que os perseguidores e assassinos: eles também tinham o sangue dos assassinos em suas veias (Mateus 23:29–36).

O autor do Evangelho de Mateus precede as críticas com uma discussão sobre o Grande Mandamento (ou os dois maiores mandamentos). As críticas podem ser entendidas como uma consequência de violar este(s) mandamento(s) e de os negligenciar por conta das minúcias da Lei (veja 613 Mitzvot). Jesus retrata os fariseus como atentos com o que é visível, a observância ritual de minúcias, e que os faz parecer justos e virtuosos por fora, sem preocupações com o que é interno. E este comportamento fez com que eles negligenciassem a ajuda aos que necessitam - «Atam fardos pesados e põem-nos sobre os ombros dos homens, entretanto eles mesmos nem com o dedo querem movê-los.» (Mateus 23:4).